# Чу Хён Джун
Чу Хён Джун (кор. 주형준; 22 апреля 1991, Сеул) — корейский конькобежец, серебряный призёр олимпийских игр 2014 года, серебряный призёр чемпионата мира 2013 года в конькобежном спорте. Чемпион мира среди юниоров 2010 года в шорт-треке.
В 2010 году прошёл отбор в сборную Южной Кореи по шорт-треку для участия в юношеском чемпионате мира, на котором выиграл золотую награду в эстафетном заезде на 3000 м.
В конце 2010 года стал заниматься конькобежным спортом, в 2011 году прошёл отбор на участие в этапах Кубка мира сезона 2011/12, трижды поднимался на подиум. В 2013 году выиграл серебряную награду на чемпионате мира в Сочи, в командной эстафете.
На Олимпийских играх 2014 года принимал участие в двух дисциплинах, в старте на 1500 м, занял итоговое девятое место, в командной же гонке, вместе с Ли Сын Хуном и Ким Чхоль Мином, завоевал серебряную награду, уступив в финальном забеге конькобежцам из Голландии.

## Лучшие результаты
Лучшие результаты на отдельных дистанциях:
- 500 метров — 37.65 (2013)
- 1500 метров — 1:45.95 (2013)
- 3000 метров — 3:51.39 (2012)
- 5000 метров — 6:27.77 (2012)
- 10000 метров — 13:35.68 (2012)